# Isabel d'Orleans-Bragança
Isabel d'Orleans-Bragança, comtessa de París (Eu 1911 - París 2003). Nascuda Princesa del Brasil amb el grau d'altesa imperial es convertí per matrimoni amb la comtessa de París i esposa del pretendent de la Casa dels Orleans al tron de França.
Nascuda al castell d'Eu el 13 d'agost de 1911 era filla del príncep Pere del Brasil i de la comtessa bohèmia Elisabeth Dobrzensky de Dobrzenicz. Era besneta de l'emperador Pere II del Brasil.
El 8 d'abril de 1931 es casà amb el príncep de la casa dels Orleans Enric d'Orleans a Palerm. El comte era fill del príncep Joan d'Orleans i de la princesa Isabel d'Orleans. La parella tingué onze fills:
- SAR la princesa Isabel d'Orleans nascuda el 1932 a Manoir d'Anjou a Bèlgica. L'any 1964 es casà amb el comte Frederic Carles de Schönborn-Buchheim.

- SAR el comte Enric d'Orleans nascut el 1933 a Manoir d'Anjou a Bèlgica. Es casà amb la princesa Maria Teresa de Württemberg de la qual es divorcià i es tornà a casar amb Micaela Cousino.

- SAR la princesa Helena d'Orleans nascuda el 1934 a Manoir d'Anjou a Bèlgica. Es casà amb el comte Eduard de Limburg-Stirum el 1957.

- SAR el príncep Francesc d'Orleans nascut el 1935 a Manoir d'Anjou a Bèlgica i mort en acte de guerra a Algèria el 1960.

- SAR la princesa Anna d'Orleans nascuda el 1938 a Manoir d'Anjou a Bèlgica. Es casà el 1964 amb el príncep Carles de Borbó-Dues Sicílies.

- SAR la princesa Diana d'Orleans nascuda a Petròpolis al Brasil el 1940. Es casà amb el duc Carles de Württemberg el 1960.

- SAR el príncep Miquel d'Orleans nascut el 1941 a Rabat. Es casà amb l'aristòcrata francesa Beatriu d'Orleans.

- SAR el príncep Jaume d'Orleans nat el 1941 a Rabat i es casà el 1969 amb Gersende de Sabran-Pontevès.

- SAR la princesa Clàudia d'Orleans nascuda el 1943 a Larache al Marroc. Es casà amb el príncep Amadeu de Savoia-Aosta el 1964 a Sintra a Portugal. Es tornà a casar a Haití amb el ciutadà italià Arnaldo La Cagnina del qual també es divorcià.

- SAR la princesa Xantal d'Orleans nascuda a Pamplona el 1946. Es casà amb el baró François Xavier de Sambucy de Sorgue l'any 1972.

- SAR el príncep Thibaut d'Orleans nascut el 1948 a Sintra i mort el 1983 a la República Centreafricana. Es casà amb Marion Gordon-Orr.

A partir del seu casament l'any 1931, Isabel col·laborarà amb el seu marit per publicitar el partit orleanista dins de França i arran de la fi de la llei d'exili de l'any 1950, Isabel i el comte de París realitzaren nombrosos viatges a l'interior del país per tal de conèixer la realitat francesa.
Separada del seu marit l'any 1986 s'instal·là en una casa parisenca propietat de la família dels Orleans. Continuà la seva en favor de nombroses causes humanitàries i presidí entre alites el Patronat literari que concedeix el premi Hug Capet.
Entre altres llibres escrigué una autobiografia, una biografia de Blanca de Castella i un llibre anomenat Album de la meva vida.